# Kundelungu
Góry Kundelungu (fr. Monts Kundelungu) – pasmo górskie w południowo-wschodniej Demokratycznej Republice Konga, od zachodu i północy ograniczone pasmem Mitumba, od wschodu jeziorem Mweru. U południowego podnóża pasma położone jest miasto Lubumbashi, a nieco dalej na południe, na terytorium Zambii, rozpościera się wyżyna Lunda.
Przez góry przepływa rzeka Luapula, a na południowo-zachodnich krańcach pasma rozpoczyna swój bieg rzeka Lualaba – górny odcinek Konga.
Środkowa część pasma objęta jest ochroną w ramach Parku Narodowego Kundelungu o powierzchni 7600 km², założonego w 1970 roku.